# Middlefield
Middlefield is een plaats (village) in de Amerikaanse staat Ohio, en valt bestuurlijk gezien onder Geauga County.

## Demografie
Bij de volkstelling in 2000 werd het aantal inwoners vastgesteld op 2233.
In 2006 is het aantal inwoners door het United States Census Bureau geschat op 2414, een stijging van 181 (8,1%).

## Geografie
Volgens het United States Census Bureau beslaat de plaats een oppervlakte van
7,8 km², geheel bestaande uit land. Middlefield ligt op ongeveer 343 m boven zeeniveau.

## Plaatsen in de nabije omgeving
De onderstaande figuur toont nabijgelegen plaatsen in een straal van 20 km rond Middlefield.